# Schinberg
Der Schinberg ist ein Hügel des Tafeljuras im Schweizer Kanton Aargau. Er liegt östlich von Ittenthal, zu dessen Gemeindegebiet er bis 2009 mehrheitlich gehörte – seither liegt er zur Gänze auf dem Gemeindegebiet von Kaisten. Südlich liegt der 622 Meter hohe Moos auf Gebiet der Gemeinde Hornussen. Im Westen liegt der Frickberg (650 m ü. M.). Der Schinberg ist mit seinem schmalen Grat eher untypisch für diese Gegend und ähnelt mehr einem Hügel des Faltenjuras.